# François-Nicolas Mauperin
Mauperin (oder Maupérin) war ein französischer Porträtmaler, der gegen Ende des Ancien Régime und während der Revolution in Paris tätig war. Er ist vermutlich mit François-Nicolas Mauperin († 9. Juni 1806) identisch. 

## Leben und Werk
Mauperin war ein Schüler der Académie royale, wo er im Dezember 1766 bei einem Wettbewerb den dritten Platz errang.
In den folgenden Jahren porträtierte er unter anderem Jean-François Dufour de Villeneuve und François-Etienne de Nieuport – ersteres Werk wurde 1767 von Le Villain, letzteres 1770 von Chenu als Kupferstich umgesetzt. Neben solchen Porträts von Angehörigen der Oberschicht schuf er hauptsächlich kirchliche Werke, so malte er 1773 die vier Evangelisten für die Kathedrale von Bourges. Weitere von ihm geschaffene religiöse Darstellungen finden sich in den Kirchen Saint-Pierre und St-Étienne in Beauvais.
Für 1774 wird Mauperin als Mitglied der (eher bürgerlichen) Académie de Saint-Luc genannt. In diesem Jahr steuerte er drei Werke zu deren Kunstausstellung (Salon de Saint-Luc) bei, darunter neben zwei kleineren Porträts ein großformatiges Trompe-l’œil-Ölgemälde mit Christusmotiv.
Im gleichen Jahr schuf der Graveur Le Beau einen Stich der Königin Marie-Antoinette, basierend auf einer Porträtzeichnung Mauperins – was zeigt das dieser offensichtlich auch bei der Versailler Hofgesellschaft erfolgreich war.
Neben seiner Tätigkeit als Maler und Zeichner betrieb Mauperin in Paris eine kommerzielle Galerie und arbeitete hier mit den Kunsthändlern Paillet und Le Brun zusammen. So ist ein von ihm erstellter Verkaufskatalog aus dem Dezember 1780 bekannt, der auch Werke von Fragonard umfasste.

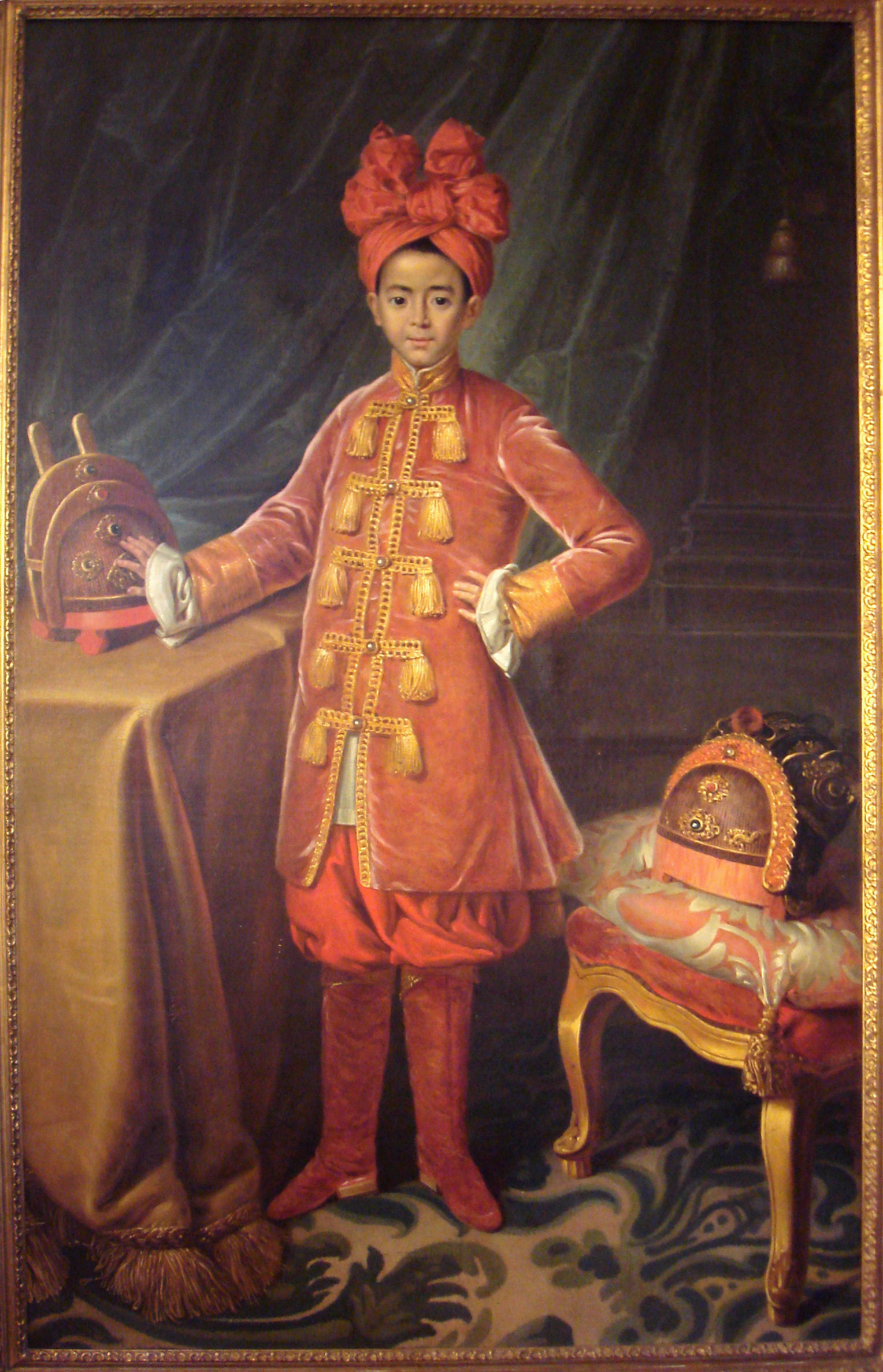
Mauperin: Porträt von Prinz Cảnh,
Öl auf Leinwand,
158,5 cm × 100 cm,
Société des Missions Etrangères de Paris

Im Jahr 1787 besuchten der junge vietnamesische Prinz Nguyễn Phúc Cảnh und dessen Tutor, der Missionar Pigneau de Behaine, im Rahmen einer diplomatischen Mission den Königshof in Versailles. Sowohl Prinz Cảnh als auch Pigneau de Behaine wurden während dieser Zeit von Mauperin porträtiert. Die beiden Bilder befinden sich bis heute im Besitz der Pariser Missionsgesellschaft. Die exotisch wirkende Darstellung des Prinzen aus dem fernen Asien ist das bekannteste Werk Mauperins und wird derzeit im Metropolitan Museum in New York ausgestellt.
Trotz seiner Nähe zu Adel und Kirche scheint sich Mauperin recht bald mit der Revolution arrangiert zu haben. Während der Revolutions- und Konsulatszeit ist seine Beteiligung an einer Reihe von Ausstellungen bekannt (1791, 1793, 1800, 1801), darunter auch im nun für die Allgemeinheit geöffneten Louvre.
Neben seinen in Öl ausgeführten Porträts werden Mauperin auch einige Radierungen beziehungsweise Stiche zugeschrieben. Ob er auch Pastellmalerei betrieb ist hingegen unklar, vermutlich handelt es sich um eine Verwechslung mit einem anderen Maler ähnlichen Namens. 
Von Mauperin sind weder der Vorname noch die Lebensdaten bekannt. Es gilt aber als wahrscheinlich, dass es sich bei ihm um François-Nicolas Mauperin handelt, dessen Testament von 1806 erhalten ist. Gemäß diesem war er Maler in der Académie de Saint-Luc, heiratete im Jahr 1782 Marie-Renée Duflos, mit der er einen im folgenden Jahr geborenen Sohn hatte, und starb am 9. Juni 1806.